# Přívlaky (Žiželice)
Přívlaky jsou malá vesnice, část obce Žiželice v okrese Louny. Nachází se asi 5 km na západ od Žiželic. V roce 2011 zde trvale žilo pět obyvatel.
Přívlaky je také název katastrálního území o rozloze 2,32 km².

## Název
Název vesnice je odvozen ze slova převlaka, tj. místa, kde musely být lodě na řece přenášeny nebo přetahovány. V písemných pramenech se objevuje ve tvarech: Preolac (1169), Prelak (1341, 1407), in Prziewlaku (1453), Přívlaky (1536), na Přívlacích (1615), Pröhlig (1787 a 1847).

## Historie
První písemná zmínka o Přívlakách pochází z roku 1159, kdy patřily valdsaskému klášteru, kterému je věnoval král Vladislav I. V těsné blízkosti se nacházela vesnice Doudleby, která během dvanáctého století s Přívlaky splynula. Pozdějšími majiteli se stali Krabicové z Veitmile, kterým vesnice patřila do roku 1560. Rod Libnauerů zde na počátku sedmnáctého století vybudoval tvrz zmiňovanou jako starý zámek ještě v Schallerově díle Topographie des Königreiches Böhmen. Zaniklá tvrz údajně stávala v areálu hospodářského dvora. Po Libnauerech se v držení vesnice vystřídali Žďárští ze Žďáru, Šmidgrabnerové a od roku 1694 Kulhánkové z Klaudenštejna. Do zrušení poddanství v polovině devatenáctého století vesnice bývala součástí novosedelského panství.

## Obyvatelstvo
Při sčítání lidu v roce 1921 zde žilo 158 obyvatel (z toho 83 mužů), z nichž bylo 22 Čechoslováků, 131 Němců a pět cizinců. Kromě čtyř evangelíků se hlásili k římskokatolické církvi. Podle sčítání lidu z roku 1930 měla vesnice 139 obyvatel: tři Čechoslováky a 136 Němců. Všichni byli římskými katolíky.
|                                                                           | 1869 | 1880 | 1890 | 1900 | 1910 | 1921 | 1930 | 1950 | 1961 | 1970 | 1980 | 1991 | 2001 | 2011 |
| ------------------------------------------------------------------------- | ---- | ---- | ---- | ---- | ---- | ---- | ---- | ---- | ---- | ---- | ---- | ---- | ---- | ---- |
| Obyvatelé                                                                 | 171  | 178  | 146  | 148  | 153  | 158  | 139  | 32   | 30   | 13   | 9    | 4    | 4    | 5    |
| Domy                                                                      | 24   | 25   | 23   | 25   | 23   | 22   | 22   | 20   | .    | 8    | 3    | 9    | 10   | 11   |
| Počet domů z roku 1961 je zahrnut v celkovém počtu domů vesnice Stroupeč. |      |      |      |      |      |      |      |      |      |      |      |      |      |      |

## Pamětihodnosti
- Socha svatého Jana Nepomuckého stojící severozápadně od obce na vršku nad řekou Ohří[10]
- Památné stromy ve Stroupečku se nachází za obcí Stroupeč v lesním porostu pod přírodní památkou Stroupeč ve svahu nad zámečkem Stroupeček; obvod kmenů od 250 cm do 930 cm[11]